# Andrés Carranque de Ríos
Andrés Carranque de Ríos (Madrid, 1902 - ídem, 6 de octubre de 1936) fue un novelista, periodista y actor de cine español.

## Biografía
Primogénito de una numerosa familia obrera afincada en el Rastro madrileño, en la calle Mira el Río, y con catorce hermanos, su padre era portero del matadero municipal. Llevó una infancia y una juventud itinerantes y aventureras. Apenas cursó estudios primarios, acuciado por la modesta economía familiar, y a los seis años comenzó a vender periódicos por la calle. Fue modelo de la Escuela de Bellas Artes y aprendiz de carpintero a los trece años.
A los quince participó en los asaltos a las tiendas de comestibles de la calle Embajadores durante las huelgas de mediados de agosto de 1917. También tuvo que trabajar como vendedor ambulante, representante de boxeo, albañil y ladrillero. A comienzos de 1918 se fuga a Bilbao y de allí marcha a Santander embarcando como polizón en un barco hacia Saint-Nazaire, Amberes y París, y cuando le descubren paga el pasaje como fogonero de buque.
Al desembarcar se hace estibador portuario; vagabundea como mendigo por Amberes y París, donde le detienen y encarcelan. Vuelve a España durmiendo a la intemperie en las estaciones. Su primera obra fue el libro de poemas Nómada (1923), y varios cuentos aparecidos en la prensa de la época.
Ninguna de estas publicaciones le salvará de la prisión cuando es confinado un par de veces en ella a consecuencia de la fundación del grupo anarquista Spartacus. "He recorrido muchas cárceles", afirma el protagonista de Uno, en la que fue su primera novela y la más autobiográfica. El día del asesinato del presidente Eduardo Dato difundió una octavilla por Madrid animando a los obreros a emprender esa vía armada.
Luego viajó a Málaga y Fuengirola, donde le detienen de nuevo; narró esta experiencia carcelaria en el relato Cuatro hombres encarcelados. De allí lo trasladan a la cárcel Modelo de Madrid, en la que permanece encerrado otros seis meses más, aprovechando el tiempo disponible para leer incansablemente más de un libro diario. Al salir vuelve a París, siempre de polizón en los trenes, por lo que le detienen al llegar e ingresa en la cárcel de la Cité. Una vez libre, como es su costumbre, duerme en la calle y come cuando puede.
Unos amigos anarquistas le encuentran trabajo como barnizador, pero se autolesiona para cobrar el seguro y eso le permite pasar el tiempo entre bibliotecas y museos. En ese viaje, con diecinueve años, escribió su ya citado primer libro de versos, Nómada; con algún poema dedicado a Rosa Luxemburgo. Vuelve a España para poder publicarlo en 1923 y logra que un huevero anarquista se lo financie, pero solo se vendieron cinco ejemplares.
Ese mismo año cumple su servicio militar en Artillería y por fin logra entrar en el mundillo literario al acabarlo, escribiendo relatos breves que publica en periódicos y revistas (Ahora, La Voz, Heraldo de Madrid, Estampa y Ciudad), e inicia su experiencia cinematográfica como actor.
Interviene como extra en diversas producciones cinematográficas, o como "caimán", que es como él llamaba a los malditos del cine, participando en películas tan dispares como la surrealista Al Hollywood madrileño (1927), dirigida por Nemesio M. Sobrevila, o la adaptación de Zalacaín el aventurero (1929), dirigida por Francisco Camacho y realizada sobre la novela de su admirado Pío Baroja, a quien conoció con motivo de esta película y quien, por cierto, prologó su novela Uno (1934).
Con este Carranque se disgustó algo por haberle llamado "golfante" en ese prólogo, por lo demás elogioso; también trabaja en La del soto del Parral (1929) de León Artola y en El héroe de Cascorro (1929), de Emilio Bautista. El 5 de noviembre de 1930 emprende su tercer viaje a París para tratar de intervenir como actor de doblaje en las primeras películas de cine sonoro en castellano que allí se iban a rodar.
Pero los contratos no llegan. Es entonces cuando conoce al hispanista Jean Cassou y al poeta René Crevel que le abre las puertas de los cenáculos surrealistas de París. De vuelta publica su novela autobiográfica Uno (1931). En 1936 parte nuevamente hacia París en su cuarto y último viaje, formando parte de la delegación española al I Congreso Internacional para Defensa de la Cultura. Al llegar a la capital francesa acude a visitar a Crevel a su casa, pero éste acababa de suicidarse el día anterior.
Publica su novela Cinematógrafo, enmarcada dentro de la más pura tradición realista de nuestras letras, pero con influencias de Dostoievski. Trata sobre el mundo del cine de forma ácida y desencantada novela. Epígono pobre de la ilustre Edad de Plata enclaustrada en la Residencia de Estudiantes, murió prematuramente de cáncer de estómago en 1936 bajo los primeros bombardeos de Madrid.

## Labor
Como novelista fue de escuela barojiana, de mucha fuerza y dramatismo, y su crítica social es sutil, escéptica y desilusionada, sin retórica ideológica abrumadora; se dedicó a censurar el rumbo del país a partir de la escena cotidiana y de un pesimismo nihilista con el que sus contemporáneos podían identificarse fácilmente. Hay contrastes entre personajes como un Señor Etcétera, contable a punto de jubilarse, que ha vivido toda su vida en un despacho haciendo números y enamorado de su casera, a la que nunca se ha declarado, y escenas que presagian el más puro tremendismo celiano, pues los personajes vencidos, el tiempo sintético formado a partir de elipsis, la organización conductista, el uso frecuente del diálogo y la descripción del paisaje y paisanaje madrileños son otros rasgos compartidos por Camilo José Cela y Carranque. Cela, además, en su obra autobiográfica Memoria, entendimientos y voluntades reconoce haber sido amigo de Carranque de Ríos en el Madrid de los años treinta. 
En 1998, Ediciones del Imán, publicó su Obra completa. La escritura de Carranque de Ríos conjuga crítica social en la línea postulada por el rehumanizador José Díaz Fernández en su ensayo El nuevo romanticismo (1930), y un estilo depurado. De hecho, se distingue de la literatura revolucionaria de retórica ampulosa que inundó los quioscos de los años treinta en innumerables colecciones de novela breve en la originalidad basada de contradecir su humilde origen social con una fiel adscripción a las más clásicas novelas de Baroja. De sus tres novelas publicadas en la editorial Espasa-Calpe en años consecutivos, entre 1934 y 1936, quizá la mejor sea la segunda, La vida difícil (1935). Después de la novela autobiográfica que era Uno (un madrileño que procura sobrevivir en un ambiente humilde y sombrío), La vida difícil es un ejercicio narrativo de polifonía discursiva que combina el relato de un buscavidas en París con la vida de un matrimonio aburrido del que la mujer quiere escapar leyendo folletines románticos, libro resuelto en una oscilación de escenas trepidantes y remansos líricos que rompen los esquemas de la época. Que una mujer mate a su marido, conformista y burgués, animada por la lectura romántica y que esa noticia, aparecida en la sección de sucesos de un diario, sea leída por el protagonista de la novela, demuestra una aguda combinación de relatos que busca un azar más profundo que el casual: todo está dramáticamente relacionado. 
En 1963, Joaquín de Entrambasaguas reeditó Cinematógrafo dentro de una colección titulada Las mejores novelas contemporáneas. En los años setenta la editorial Turner recuperó La vida difícil en una colección de novela social. En 1970, José Luis Fortea, quien dedicó su tesis a la figura y la obra de Carranque, había editado un volumen de cuentos, titulado De la vida del señor Etcétera y otras historias que procuraba preparar la sensibilidad del público para la literatura del olvidado anarquista

## Obras

### Poesía
- “Estival”, España, núm. 380, 28-VII-1923.
- “Edad primera”, Vértice, núm. 3, 1-XII-1923.
- Poemas, El Bidasoa, 12-VIII-1928.
- Nómada, Madrid: Fernando Fe, 1923.

### Narrativa corta
- Un astrónomo, La Voz, núm. 1125, 1-I-1924.
- En invierno, Estampa, núm. 267, 18-II-1933.
- En la cárcel, Estampa, núm. 284, 6-V-1933.
- El método, Estampa, núm. núm. 284, 17-VI-1933.
- Los primeros pasos, Nuevo Mundo, núm. 2055, 28-VII-1933.
- De la vida del señor Etcétera, Ahora, núm. 831, 12-VIII-1933.
- Los trabajadores, Estampa, núm. 301, 14-X-1933.
- Gente joven, Ahora, núm. 987, 10-II-1934.
- De tres a cinco de la madrugada, Estampa, núm. 358, 24-XI-1934.
- El señor director, Ciudad, núm. 4, 16-I-1935.
- Cuatro hombres encarcelados, [¿?]
- Y el sol sale, en la novela colectiva Historia de un día de la vida española, Tensor, núms. 5 y 6, octubre de 1935.
- De la vida del señor Etcétera y otras historias, edición de José Luis Fortea, Madrid: Helios, 1970. Col. “Hechos y Palabras”, 1.

### Novelas
- Uno, Madrid: Espasa-Calpe, 1934.
- Uno en la Obra completa, Madrid: Ediciones del Imán, 1998.
- La vida difícil, Madrid: Espasa-Calpe, 1935.
- La vida difícil, Madrid: Turner, 1975.
- La vida difícil en la Obra completa, op. cit.
- Cinematógrafo, Madrid: Espasa-Calpe, 1936.
- Cinematógrafo en Las mejores novelas contemporáneas, IX, Barcelona: Planeta, 1963.
- Cinematógrafo, Madrid: Ayuntamiento y Comunidad de Madrid, 1993.
- Cinematógrafo, Madrid: Viamonte, 1997.
- Cinematógrafo en la Obra completa, op. cit.

### Artículos periodísticos
- “Un nuevo sistema de vivienda”, Estampa, núm. 296, 9-IX-1933.
- “África misteriosa”, Estampa, 16-IX-1933.
- “Catalina Bárcena y Martínez Sierra vuelven a España para producir películas en Madrid”, Estampa, núm. 303, 27-X-1933.
- “Seis horas dentro de un taxi”, Nuevo Mundo, núm. 2075, 15-XII-1933.
- “El Congreso Internacional de Escritores para la defensa de la Cultura”, Heraldo de Madrid, 17-VI-1935, 26-VI-1935 y 1-VII-1935.
- “Los escritores y el pueblo, Línea, núm. 1, 29-X-1935.
- “La cultura y el orden”, Línea, núm. 1, 19-X-1935.